# Montale (Toskana)
Montale ist eine italienische Gemeinde mit 10.568 Einwohnern (Stand 31. Dezember 2023) in der Provinz Pistoia, in der Region Toskana. 

## Geographie
Montale liegt im Tal des Ombrone Pistoiese und erstreckt sich bis in das Vorland des Apennin. Die Nachbargemeinden sind Agliana, Cantagallo (PO), Montemurlo (PO) und Pistoia. Zur Gemeinde gehören die Ortsteile Tobbiana, Fognano und Stazione.
Im Hauptort Montale liegt Montale Alto, eine pistoiesische Festung auf einem Hügel, der die umliegende Landschaft beherrscht.

## Geschichte
In der Nähe der heutigen Stadt befand sich in der Antike eine Station einer Römerstraße, vermutlich der Via Cassia oder auch der Via Claudia (der genaue Straßenverlauf ist strittig). Die Abbazia di San Salvatore wurde im Jahr 772 erstmals erwähnt. Aus dem 10. Jahrhundert stammt die Pfarrkirche S. Giovanni Battista im Ortsteil Villiano. 1094 erkannte Papst Urban II. San Zeno als Kathedrale an.
Das erste städtische Siedlungszentrum entstand im 13. Jahrhundert um die 1206 fertiggestellte Festung. Im Verlauf der Auseinandersetzungen zwischen den Städten Pistoia und Florenz wurde sie mehrmals zerstört und wieder aufgebaut, 1303 von florentinischen Truppen eingenommen und geschleift. Nach der Rückeroberung durch Pistoia wurde sie nicht wieder aufgebaut, sondern diente nun als Sitz des Podestà (Vogts) eines ausgedehnten Landgebiets. 
Anfang des 16. Jahrhunderts wurde die Gemeinde – wie Pistoia – Teil des Großherzogtums Toskana.
Das Gemeindegebiet ist in seiner Ausdehnung seit dem Mittelalter etwa gleich geblieben, bis 1913 der ehemalige Ortsteil Agliana ein eigenständiger Ort wurde.

## Sehenswürdigkeiten

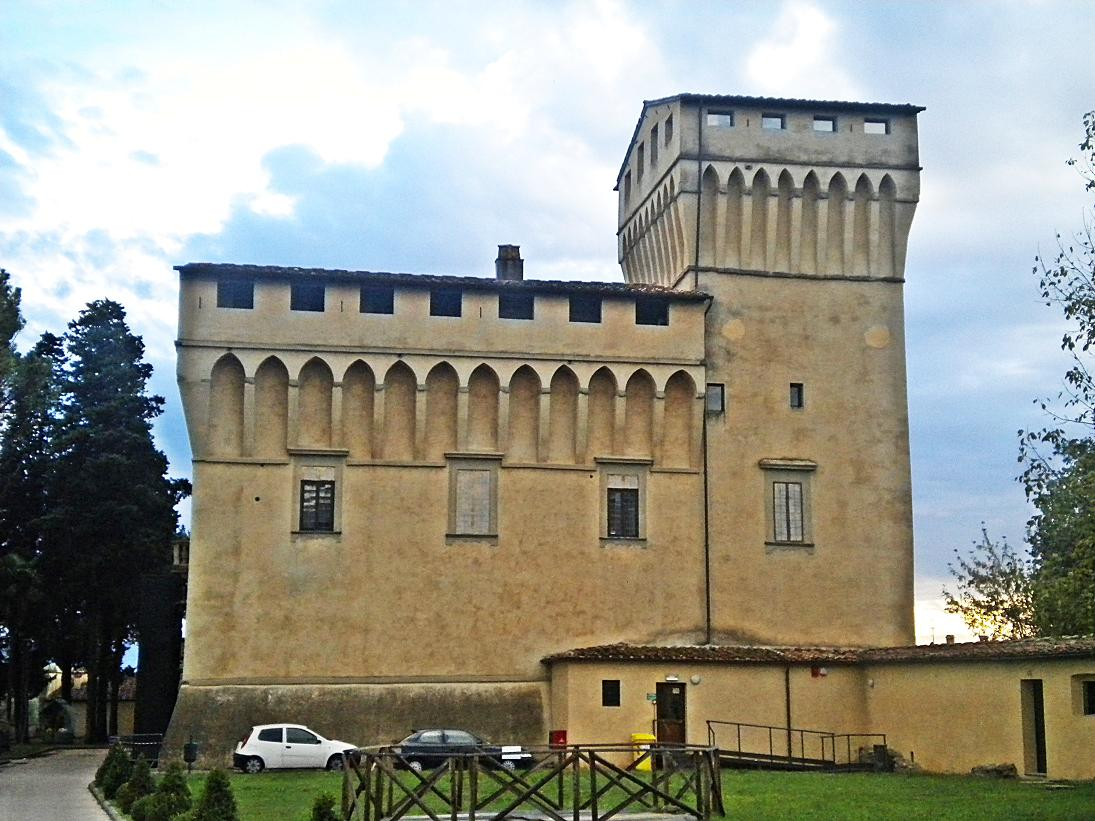
Castello della Smilea

- Das Castello della Smilea wurde als mittelalterliche Festung errichtet und 1466 von den Florentinern eingezogen. Später wurde es in ein Wohngebäude umgestaltet. Der Name leitet sich vermutlich von sei miglia (sechs Meilen) ab, der Entfernung zur Stadt Pistoia.
- Abbazia di San Salvatore in Agna mit Krypta aus dem 10./11. Jahrhundert
- Die Kirche San Giovanni Evangelista (S. Giovanni Battista) in Montale war die älteste Pfarrkirche der Gegend, sie geht auf romanische Zeit zurück und wurde im 18. und 19. Jahrhundert umgestaltet, so dass sie heute im klassizistischen Stil gestaltet ist.
- Casa al Bosco

## Städtepartnerschaften
- Varaždin (Kroatien)
- Senlis (Oise) (Frankreich), seit 2003
- Langenfeld (Rheinland) (Deutschland), seit 2013

## Söhne und Töchter der Gemeinde
- Atto Vannucci (1808–1883), Historiker